# Knattspyrnufélag Akureyrar
Knattspyrnufélag Akureyrar este un club de fotbal din Akureyri, nordul Islandei.

## Jucători notabili
- Steingrímur Birgisson
- Gunnar Gíslason
- Þórður Guðjónsson
- Bjarni Jónsson
- Steingrímur Birgisson
- Ormarr Örlygsson
- Þorvaldur Örlygsson
- Almarr Ormarsson
- Erlingur Kristjánsson
- Haukur Heiðar Hauksson

## Legături externe
- Official website